# Casar de Palomero

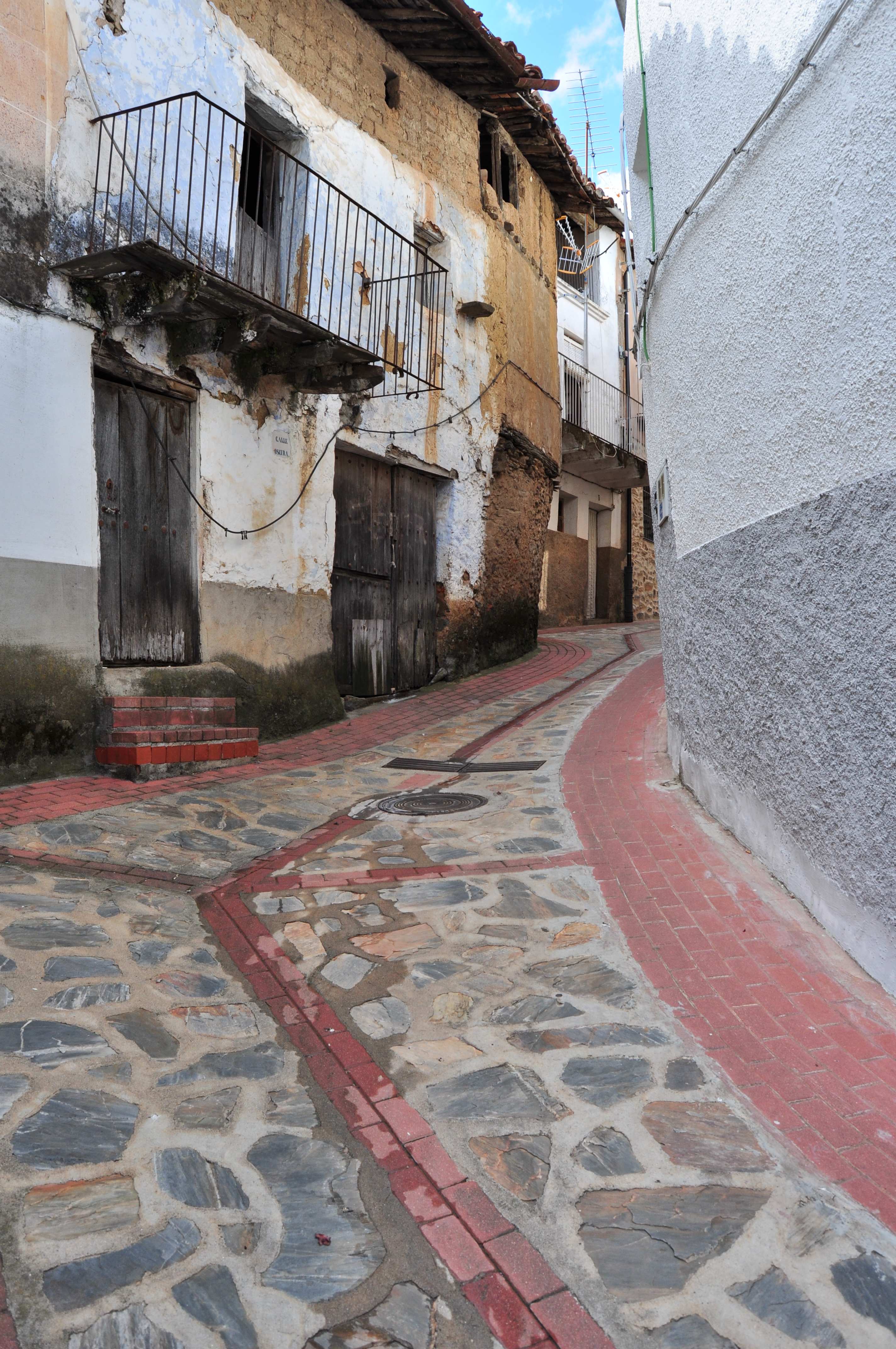
Straße in Casar de Palomero

Casar de Palomero ist ein Ort und eine spanische Gemeinde (municipio) mit 993 Einwohnern (Stand: 2024) im Norden der Provinz Cáceres in der Autonomen Region Extremadura. Zur Gemeinde gehören auch die drei Weiler (pedanías) Azabal, Ribera Oveja und Pedro-Muñoz.

## Lage
Der Ort Casar de Palomero liegt knapp 120 km (Fahrtstrecke) nördlich der Provinzhauptstadt Cáceres nahe der Grenze zur Nachbarregion Kastilien-León in den südlichen Ausläufern des Iberischen Gebirges in einer Höhe von annähernd 520 m. Wegen der relativen Höhenlage ist das Klima gemäßigt bis warm, Regen (ca. 550 mm/Jahr) fällt hauptsächlich im Winterhalbjahr.

## Bevölkerungsentwicklung
| Jahr      | 1857  | 1900  | 1950  | 2000  | 2021  |
| Einwohner | 1.352 | 1.433 | 2.148 | 1.338 | 1.151 |

Der deutliche Bevölkerungsrückgang seit den 1950er Jahren ist im Wesentlichen auf die Mechanisierung der Landwirtschaft, die Aufgabe bäuerlicher Kleinbetriebe (Höfesterben) und den damit einhergehenden Verlust an Arbeitsplätzen zurückzuführen.

## Wirtschaft
Die Gegend diente den Menschen seit der Antike als sommerliches Weidegebiet für ihre Schaf- und Ziegenherden. Nach Beginn der Sesshaftigkeit begann man mit dem Anbau von Oliven, Weinreben und Feigen; später kamen andere Obstsorten (Äpfel, Kirschen etc.) hinzu. Der Anbau von Gerste und anderen Feldfrüchten diente in früheren Jahrhunderten in erster Linie der Selbstversorgung. Wichtigste Handelswaren waren Holzkohle, Schinken und Würste sowie Käse und Honig. Die heutzutage wichtigste Einnahmequelle des Ortes ist der Tourismus in Form der Vermietung von Ferienhäusern (casas rurales).

## Geschichte
Jungsteinzeitliche Jäger und Sammler durchstreiften das Gebiet, das später nur in geringem Maße von Kelten,
Römern, Westgoten und Mauren beachtet wurde. Die ersten dauerhaften Siedlungen entstanden wohl erst im Hochmittelalter, doch gab es zu dieser Zeit weder Kirchen noch Kapellen. Vor der Vertreibung der Juden aus Spanien (1492) bestand der Ort aus einem christlichen, einem jüdischen und einem maurischen Viertel.

## Sehenswürdigkeiten
- Die drei alten Stadtviertel (barrios) sind heute kaum mehr zu erkennen.
- Die Iglesia del Espíritu Santo und die Iglesia de la Inmaculada Concepción entstanden erst im 18. Jahrhundert.